# Tom Cross (nhà dựng phim)
Tom Cross là biên tập viên điện ảnh và truyền hình người Mỹ đã đoạt giải BAFTA cho dựng phim xuất sắc nhất và Giải Oscar cho dựng phim xuất sắc nhất về việc dựng phim Whiplash.
Tom Cross theo học ngành điện ảnh tại Purchase College, tiểu bang New York. Sau khi tốt nghiệp, ông được nhận làm phụ tá biên tập cho một hãng phim tư nhân năm 1997. Ông đã từng làm phụ tá biên tập cho các phim như We Own the Night, Crazy Heart, The Switch và một số tập của loạt phim truyền hình Deadwood từng đoạt giải Emmy.

## Đời tư
Tom Cross là con của James Cross và bà Võ Hồng Lộc - một nữ họa sĩ người Việt gốc Huế. Trước năm 1975, bà Võ Hồng Lộc làm việc tại "Thư Viện Abraham Lincoln" ở Sài Gòn, sau đó gặp gỡ và kết hôn với ông James Cross, khi ông đến làm việc tại Việt Nam theo một hợp đồng với Cơ quan Phát triển Quốc tế Hoa Kỳ (USAID), trong cương vị một huấn luyện viên cho đội tuyển bơi lội của Việt Nam Cộng Hòa.
Tom Cross đã kết hôn với một phụ nữ gốc Latinh.

## Các phim do Tom Cross dựng
- The Space Between (2010)
- Any Day Now (2012)
- Whiplash (2014)
- Time Lapse (2014)
- The Driftless Area (2015)
- La La Land (2016)
- No time to die

## Giải thưởng
- giải BAFTA cho dựng phim xuất sắc nhất (2014)
- Giải Oscar cho dựng phim xuất sắc nhất (2014)